# Pod Klinem

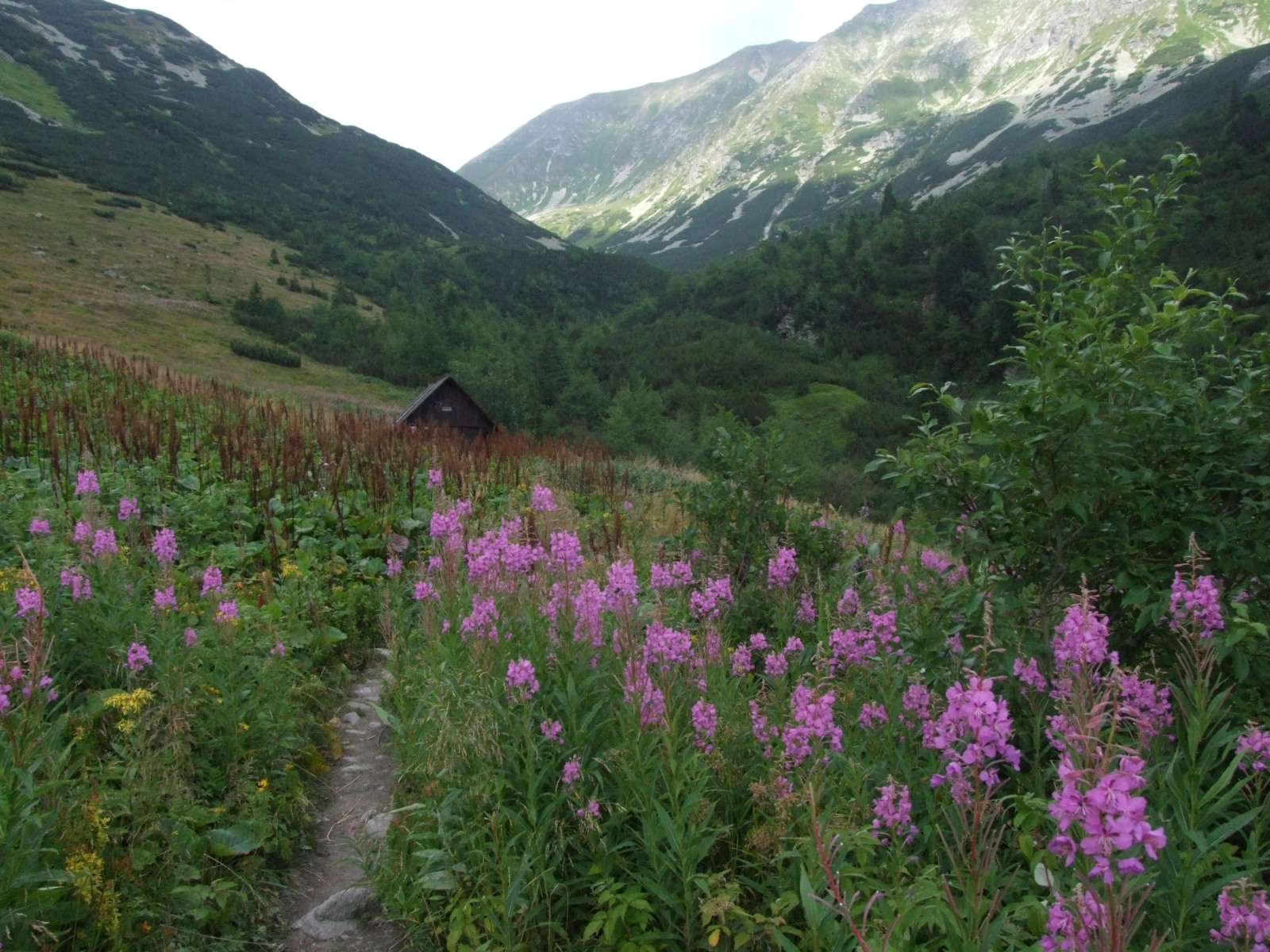
Pod Klinem, Dolina Gaborowa i szałas pod Klinem

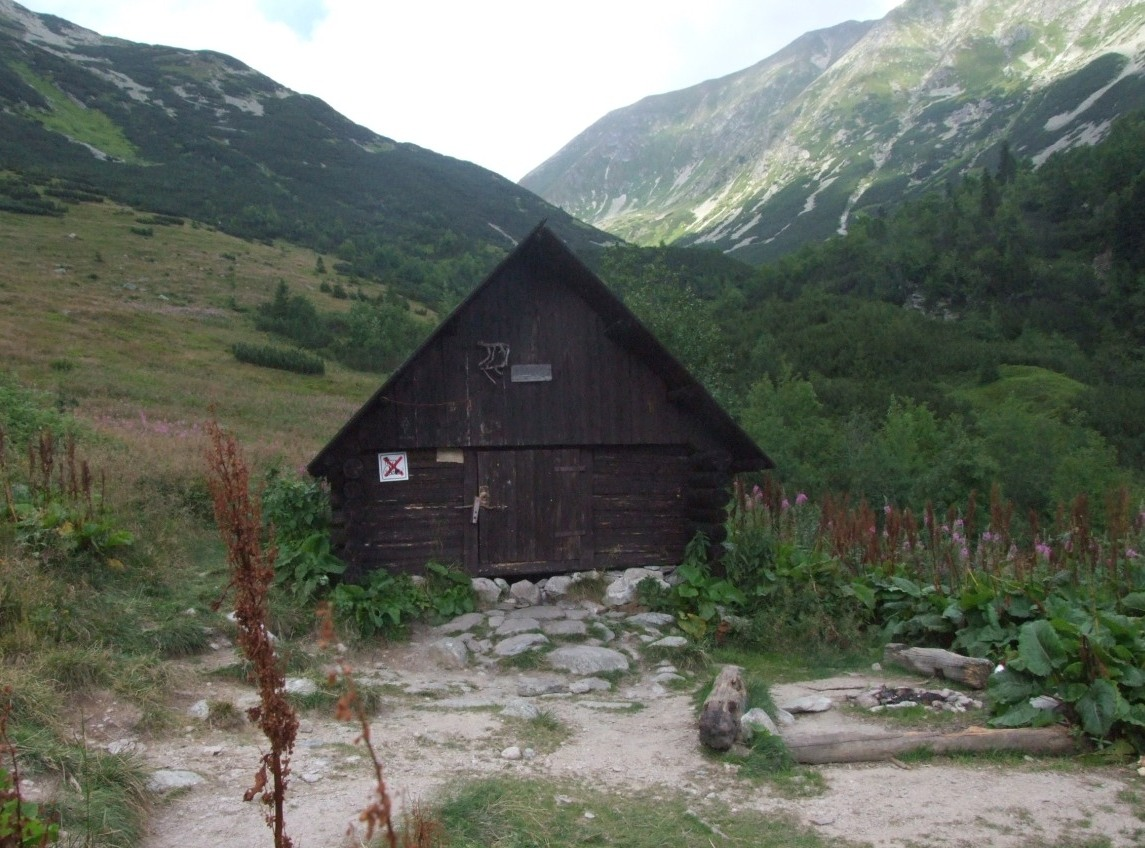
Szałas pod Klinem

Pod Klinem (słow. Pod Klinom) – upłaz w słowackich Tatrach Zachodnich pod południowymi grzędami Starorobociańskiego Wierchu. Jest to miejsce, w którym spotykają się dwie doliny: Dolina Zadnia Raczkowa i Dolina Gaborowa, od tego miejsca w dół tworzące jedną już tylko Dolinę Raczkową. Nazwa pochodzi od słowackiego określenia Starorobociańskiego Wierchu (Klin). Boczne obramowanie tworzą zbocza Otargańców i grani Bystrej, pod którymi spływa Raczkowy Potok i Gaborowy Potok. Dawniej były to tereny pasterskie miejscowości Przybylina. Ostał się po tej pasterskiej przeszłości szałas, stojący na równi, na wysokości ok. 1385 m n.p.m., na skraju lasu i kosodrzewiny, tzw. Koliba pod Klinem (słow. Pribylinsky salaš). Szałas został wyremontowany i przygotowany do noclegów, zdarza się, że nocują w nim turyści. Ma zamykane drzwi, prycze z desek, półkę i kilka podstawowych sprzętów (brak możliwości palenia ogniska ze względu na ochronę przyrody i przepisy TANAP-u).
100 m dalej, powyżej szałasu, na wysokości 1441 m n.p.m. znajduje się rozdroże szlaków turystycznych, tzw. Rozdroże pod Klinem (Razcestie pod Klinom). Rozdzielają się tutaj szlaki turystyczne do Doliny Zadniej Raczkowej i Doliny Gaborowej. W okolicy łany szczawiu alpejskiego, który często nasiewa się w miejscach koszarowania owiec, oraz pospolitej w Tatrach, różowo kwitnącej wierzbówki kiprzycy.

## Szlaki turystyczne
– żółty szlak od rozdroża Niżnia Łąka przez Dolinę Raczkową do Rozdroża pod Klinem, a stąd dalej Zadnią Doliną Raczkową na Starorobociańską Przełęcz.
- Czas przejścia z Niżniej Łąki do Rozdroża pod Klinem: 2:30 h, ↓ 1:45 h
- Czas przejścia od rozdroża na Starorobociańską Przełęcz: 2 h, ↓ 1:30 h

  – zielony szlak od Rozdroża pod Klinem dnem Doliny Gaborowej na przełęcz Liliowy Karb w grani głównej. Czas przejścia: 2:20 h, ↓ 1:50 h